# Gyulay-kastély (Marosnémeti)
A marosnémeti Gyulay-kastély műemlék épület Romániában, Erdélyben, Hunyad megyében.

## Története
A Gyulay család 1641-ben építtette a Maros bal partján. Gróf Gyulay Lajos 1834-ben klasszicista stílusban átalakíttatta Stuller építész tervei szerint. Ez ma Erdély legnagyobb klasszicista kastélya.
Az 1848–49-es forradalom és szabadságharc alatt román felkelők feldúlták.
Itt élt gróf Kuún Géza (1838–1905), történész, orientalista, aki gazdag levéltárat és könyvtárat hozott létre az épületben.

## Leírása
Egy 5 hektáros park közepén áll. Jó állapotban van. A főhomlokzat árkádos. Hátsó, pilléres-árkádos tornácáról a parkra lehet látni.

## Külső hivatkozások
- Gyulay-kastély, Marosnémeti Archiválva 2018. augusztus 9-i dátummal a Wayback Machine-ben – Kastélyerdélyben.ro